# Le Mans Series 2011
Navigation
Édition précédente Édition suivante

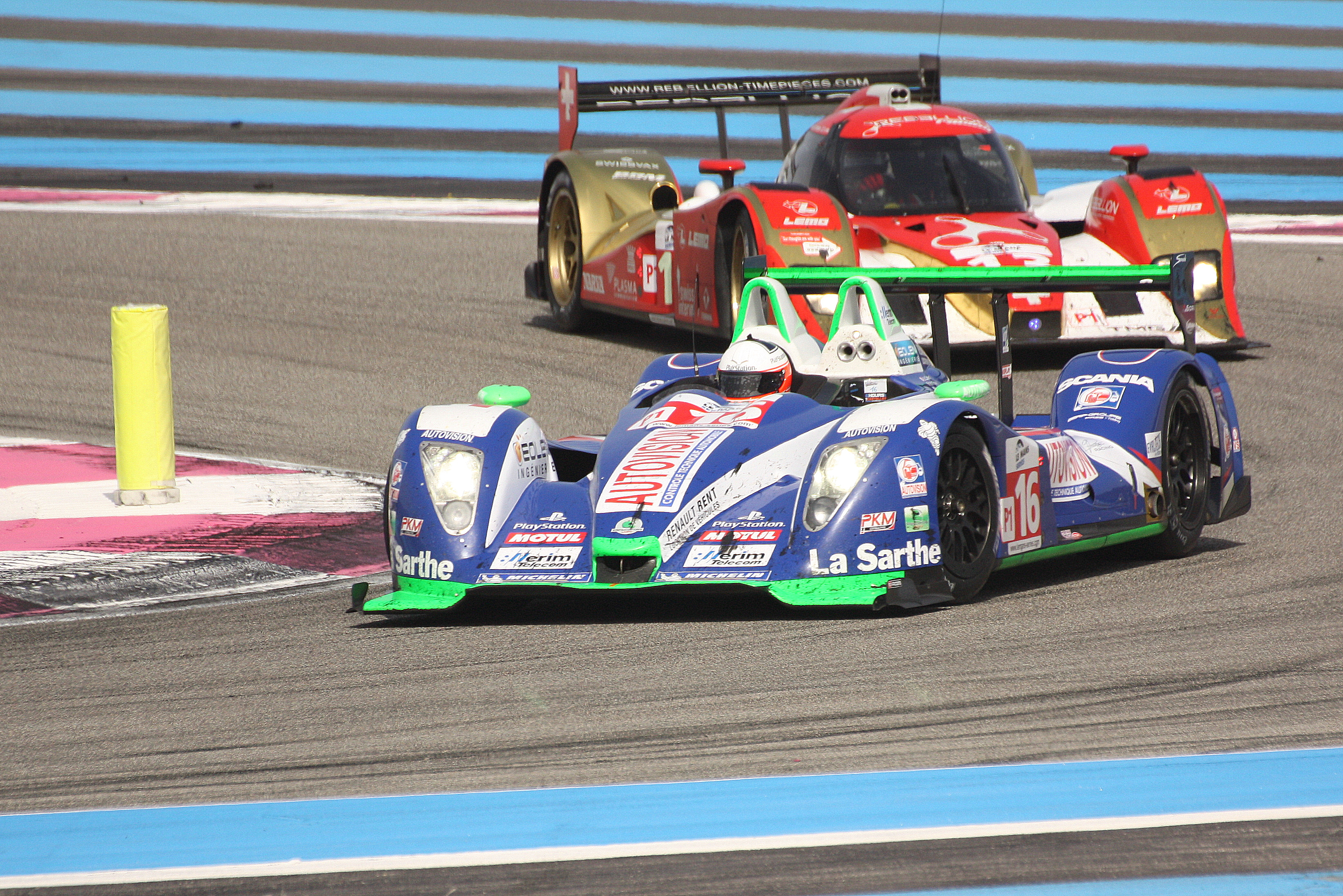
La Pescarolo 01 devant la Rebellion Lola B10/60 aux 6 Heures du Castellet 2011.

L'édition 2011 de Le Mans Series est la huitième saison de ce championnat et se déroule du 6 avril au 25 septembre 2011 sur un total de cinq manches.
Les principaux engagés ont été dévoilés le 31 janvier 2011. Cette liste comprend entre autres Rebellion Racing, Pescarolo Team en LMP1, RML, Strakka Racing, Pegasus Racing, Team LNT en LMP2, AF Corse, IMSA Performance, Team Felbermayr-Proton en LMGTE,.

## Calendrier saison 2011
Trois courses comptent aussi pour l'Intercontinental Le Mans Cup 2011 : les 1 000 kilomètres de Spa, les 6 Heures d'Imola et les 6 Heures de Silverstone.
| Manche | Course                  | Circuit           | Date         |
| ------ | ----------------------- | ----------------- | ------------ |
| 1      | 6 Heures du Castellet   | Paul Ricard       | 3 avril      |
| 2      | 1 000 kilomètres de Spa | Spa-Francorchamps | 7 mai        |
| 3      | 6 Heures d'Imola        | Imola             | 3 juillet    |
| 4      | 6 Heures de Silverstone | Silverstone       | 11 septembre |
| 5      | 6 Heures d'Estoril      | Estoril           | 25 septembre |

## Pilotes et équipes engagés
| n°         | Équipe                  | Voiture                     | Pneu  | Pilotes                | Pilotes                  | Pilotes            |
| LM P1      | LM P1                   | LM P1                       | LM P1 | LM P1                  | LM P1                    | LM P1              |
| ---------- | ----------------------- | --------------------------- | ----- | ---------------------- | ------------------------ | ------------------ |
| 12         | Rebellion Racing        | Lola B10/60 Coupé-Toyota    | M     | Nicolas Prost          | Neel Jani                |                    |
| 13         | Rebellion Racing        | Lola B10/60 Coupé-Toyota    | M     | Andrea Belicchi        | Jean-Christophe Boullion |                    |
| 16         | Pescarolo Team          | Pescarolo Judd              | M     | Emmanuel Collard       | Christophe Tinseau       | Julien Jousse      |
| 18         | Guess Racing Europ      | Lola B08/80 - Judd          | C     | Philippe Haezebrouck   | Wolfgang Kaufmann        |                    |
| 20         | Quifel ASM Team         | Zytek 09 SC                 | D     | Miguel Amaral          | Olivier Pla              |                    |
| 21         | Rangoni Motorsport      | Zytek 09 Hybrid             | M     | Ferdinando Geri        | Luca Rangoni             |                    |
| 009        | Aston Martin Racing     | Aston Martin AMR-One        | M     | Harold Primat          | Stefan Mucke             | Darren Turner      |
| LM P2      |                         |                             |       |                        |                          |                    |
| 36         | Ray Mallock Ltd.        | HPD ARX 01d                 | D     | Mike Newton            | Thomas Erdos             | Ben Collins        |
| 38         | Pegasus Racing          | Courage-Oreca LC75-HPD      | D     | Julien Schell          |                          |                    |
| 39         | Pecom Racing            | Lola B11/40-Judd BMW        | M     | Luís Pérez Companc     | Matías Russo             |                    |
| 40         | Race Performance        | Oreca 03-Judd BMW           | D     | Michel Frey            | Ralph Meichtry           | Marc Rostan        |
| 41         | Greaves Motorsport      | Zytek 11SN-Nissan           | D     | Karim Ojjeh            | Olivier Lombard          | Tom Kimber-Smith   |
| 42         | Strakka Racing          | HPD ARX 01d                 | M     | Nick Leventis          | Danny Watts              | Jonny Kane         |
| 43         | RLR MSport              | MG-Lola EX265-AER           | D     | Barry Gates            | Rob Garofall             |                    |
| 44         | Extrême Limite AM Paris | Norma M200P-Judd            | D     | Fabien Rosier          |                          |                    |
| 45         | Boutsen Energy Racing   | Oreca 03-Nissan             | D     | Dominik Kraihamer      | Nicolas De Crem          |                    |
| 46         | TDS Racing              | Oreca 03-Nissan             | M     | Mathias Beche          | Pierre Thiriet           |                    |
| 47         | Team LNT                | Radical SR9-IES             | M     | Lawrence Tomlinson     | James Cole               | Andrew Prendeville |
| LM GTE Pro |                         |                             |       |                        |                          |                    |
| 51         | AF Corse                | Ferrari 458 Italia GT2      | M     | Giancarlo Fisichella   | Gianmaria Bruni          |                    |
| 66         | JMW Motorsport          | Ferrari 458 Italia GT2      | D     | Rob Bell               | James Walker             |                    |
| 71         | AF Corse                | Ferrari 458 Italia GT2      | M     | Jaime Melo             | Toni Vilander            |                    |
| 75         | Prospeed Competition    | Porsche 911 GT3 RSR (997)   | M     | Marc Goossens          | Marco Holzer             |                    |
| 76         | IMSA Performance Matmut | Porsche 911 GT3 RSR (997)   | M     | Patrick Pilet          |                          |                    |
| 77         | Team Felbermayr-Proton  | Porsche 911 GT3 RSR (997)   | M     | Marc Lieb              | Richard Lietz            |                    |
| 78         | GruppeM-Eterniti Racing | Porsche 911 GT3 RSR (997)   | M     | Stephen Jelley         |                          |                    |
| 79         | Jota Sport              | Aston Martin V8 Vantage GTE | D     | Sam Hancock            | Simon Dolan              |                    |
| 86         | Young Driver AMR        | Aston Martin V8 Vantage GTE | M     |                        |                          |                    |
| 89         | Hankook Team Farnbacher | Ferrari 458 Italia GT2      | H     | Dominik Farnbacher     | Allan Simonsen           |                    |
| LM GTE Am  |                         |                             |       |                        |                          |                    |
| 61         | AF Corse                | Ferrari F430 GTC            | M     | Piergiuseppe Perazzini | Marco Cioci              |                    |
| 67         | IMSA Performance Matmut | Porsche 911 GT3 RSR (997)   | M     | Raymond Narac          | Nicolas Armindo          |                    |
| 70         | Kessel Racing           | Ferrari F430 GTC            | D     |                        |                          |                    |
| 82         | CRS Racing              | Ferrari F430 GTC            | M     | Phil Quaife            | Michael Lyons            |                    |
| 88         | Team Felbermayr-Proton  | Porsche 911 GT3 RSR (997)   | M     | Horst Felbermayr Jr.   |                          |                    |
| FLM        |                         |                             |       |                        |                          |                    |
| 91         | Hope Racing             | Oreca FLM09                 | M     | Michael Tinguely       |                          |                    |
| 92         | Neil Garner Motorsport  | Oreca FLM09                 | M     |                        |                          |                    |
| 93         | Genoa Racing            | Oreca FLM09                 | M     | Elton Julian           | Christian Zugel          |                    |
| 95         | Pegasus Racing          | Oreca FLM09                 | M     | Mirco Schultis         | Patrick Simon            |                    |
| 99         | JMB Racing              | Oreca FLM09                 | M     | Manuel Rodrigues       | Jean-Marc Menahem        |                    |

## Résultats
Vainqueur du classement général en caractères gras
| Manche | Circuit           | Équipe victorieuse LMP1                           | Équipe victorieuse LMP2                      | Équipe victorieuse FLM                      | Équipe victorieuse GTE Pro           | Équipe victorieuse GTE Am                              | Résultats |
| Manche | Circuit           | Pilotes victorieux LMP1                           | Pilotes victorieux LMP2                      | Pilotes victorieux FLM                      | Pilotes victorieux GTE Pro           | Pilotes victorieux GTE Am                              | Résultats |
| ------ | ----------------- | ------------------------------------------------- | -------------------------------------------- | ------------------------------------------- | ------------------------------------ | ------------------------------------------------------ | --------- |
| 1      | Paul Ricard       | Pescarolo Team                                    | Greaves Motorsport                           | Pegasus Racing                              | JMW Motorsport                       | Team Felbermayr-Proton                                 | résultats |
| 1      | Paul Ricard       | Emmanuel Collard Christophe Tinseau Julien Jousse | Karim Ojjeh Gary Chalandon Tom Kimber-Smith  | Julien Schell Mirco Schultis Patrick Simon  | Rob Bell James Walker                | Horst Felbermayr Sr Horst Felbermayr Jr Christian Ried | résultats |
| 2      | Spa-Francorchamps | Team Peugeot Total                                | TDS Racing                                   | Pegasus Racing                              | AF Corse                             | IMSA Performance Matmut                                | résultats |
| 2      | Spa-Francorchamps | Anthony Davidson Alexander Wurz Marc Gené         | Mathias Beche Jody Firth Pierre Thiriet      | Julien Schell Mirco Schultis Patrick Simon  | Gianmaria Bruni Giancarlo Fisichella | Nicolas Armindo Raymond Narac                          | résultats |
| 3      | Imola             | Team Peugeot Total                                | Greaves Motorsport                           | JMB Racing                                  | AF Corse                             | IMSA Performance Matmut                                | résultats |
| 3      | Imola             | Anthony Davidson Sébastien Bourdais               | Karim Ojjeh Olivier Lombard Tom Kimber-Smith | Chapman Ducote Kyle Marcelli Nicolas Marroc | Jaime Melo Toni Vilander             | Nicolas Armindo Raymond Narac                          | résultats |
| 4      | Silverstone       | Peugeot Sport Total                               | Greaves Motorsport                           | Pegasus Racing                              | AF Corse                             | IMSA Performance Matmut                                | résultats |
| 4      | Silverstone       | Simon Pagenaud Sébastien Bourdais                 | Karim Ojjeh Olivier Lombard Tom Kimber-Smith | Julien Schell Mirco Schultis Patrick Simon  | Gianmaria Bruni Giancarlo Fisichella | Nicolas Armindo Raymond Narac                          | résultats |
| 5      | Estoril           | Pescarolo Team                                    | TDS Racing                                   | Pegasus Racing                              | JMW Motorsport                       | IMSA Performance Matmut                                | résultats |
| 5      | Estoril           | Emmanuel Collard Julien Jousse                    | Mathias Beche Jody Firth Pierre Thiriet      | Julien Schell Mirco Schultis Patrick Simon  | Rob Bell James Walker                | Nicolas Armindo Raymond Narac                          | résultats |

## Classements
En gras, l'équipe vainqueur du point de bonus pour la pole position.
| Système des points | Système des points | Système des points | Système des points | Système des points | Système des points | Système des points | Système des points | Système des points | Système des points | Système des points | Système des points | Système des points | Système des points | Système des points |
| Distance parcourue | Position           | Position           | Position           | Position           | Position           | Position           | Position           | Position           | Position           | Position           | Position           | Position           | Pole Position      |                    |
| Distance parcourue | 1er                | 2e                 | 3e                 | 4e                 | 5e                 | 6e                 | 7e                 | 8e                 | 9e                 | 10e                | 11e                | 12e et au delà     | Pole Position      |                    |
| ------------------ | ------------------ | ------------------ | ------------------ | ------------------ | ------------------ | ------------------ | ------------------ | ------------------ | ------------------ | ------------------ | ------------------ | ------------------ | ------------------ | ------------------ |
| 1000 km            | 15                 | 13                 | 11                 | 9                  | 8                  | 7                  | 6                  | 5                  | 4                  | 3                  | 2                  | 1                  | 1                  |                    |

### Équipes

#### LMP1
| Pos | Équipe           | Châssis          | Moteur                 | Pilote 1 | Pilote 2 | Pilote 3 | Pilote 4 | Pilote 5 | Penalty | Total |
| --- | ---------------- | ---------------- | ---------------------- | -------- | -------- | -------- | -------- | -------- | ------- | ----- |
| 1   | Rebellion Racing | Lola B10/60      | Toyota RV8KLM 3.4 L V8 | 14       | 6        | 8        | 9        | 14       |         | 51    |
| 2   | Pescarolo Team   | Pescarolo 01 Evo | Judd GV5 5.0 L V10     | 15       | 7        | 6        | 7        | 15       |         | 50    |
| 3   | Quifel ASM Team  | Zytek 09 SC      | Zytek ZG348 3.4 L V8   | 9        | 0        |          |          |          |         | 9     |
| 4   | Mik Corse        | Zytek 09 Hybrid  | Zytek ZG348 3.4 L V8   |          | 2        | 0        |          |          |         | 2     |

#### LMP2
| Pos | Équipe                  | Châssis           | Moteur                    | Pilote 1 | Pilote 2 | Pilote 3 | Pilote 4 | Pilote 5 | Penalty | Total |
| --- | ----------------------- | ----------------- | ------------------------- | -------- | -------- | -------- | -------- | -------- | ------- | ----- |
| 1   | Greaves Motorsport      | Zytek Z11SN       | Nissan VK45DE 4.5 L V8    | 15       | 5        | 15       | 15       | 14       |         | 64    |
| 2   | Strakka Racing          | HPD ARX 01d       | HPD HR28TT 2.8 L Turbo V6 | 11       | 12       | 7        | 6        | 7        |         | 43    |
| 3   | TDS Racing              | Oreca 03          | Nissan VK45DE 4.5 L V8    | 1        | 15       | 7        | 0        | 15       |         | 38    |
| 4   | Boutsen Energy Racing   | Oreca 03          | Nissan VK45DE 4.5 L V8    | 9        | 13       | 3        | 11       | 0        |         | 36    |
| 5   | Race Performance        | Oreca 03          | Judd-BMW HK 3.6 L V8      | 7        | 6        | 0        | 13       | 9        |         | 35    |
| 6   | RLR Msport              | MG-Lola EX265-AER | Judd-BMW HK 3.6 L V8      | 8        | 9        | 0        | 8        | 8        |         | 33    |
| 7   | Extrême Limite AM Paris | Norma M200P       | Judd-BMW HK 3.6 L V8      | 5        | 4        | 5        |          | 11       |         | 25    |
| 8   | Pecom Racing            | Lola B11/40       | Judd-BMW HK 3.6 L V8      | 13       | 0        | 9        | 0        | 0        |         | 22    |
| 9   | RML                     | HPD ARX 01d       | HPD HR28TT 2.8 L Turbo V6 | 6        | 0        | 2        | 9        |          |         | 17    |

#### FLM
Toutes le équipes utilisent des châssis Oreca FLM09 motorisés par un General Motors 6.3 L V8.
| Pos | Équipe                 | Pilote 1 | Pilote 2 | Pilote 3 | Pilote 4 | Pilote 5 | Penalty | Total |
| --- | ---------------------- | -------- | -------- | -------- | -------- | -------- | ------- | ----- |
| 1   | Pegasus Racing         | 15       | 15       | 13       | 15       | 15       |         | 73    |
| 2   | JMB Racing             | 9        | 9        | 16       | 11       | 13       |         | 58    |
| 3   | Genoa Racing           | 13       | 13       | 9        | 13       |          |         | 48    |
| 4   | Neil Garner Motorsport | 11       | 12       |          | 10       | 12       |         | 45    |
| 5   | Hope Polevision Racing | 1        | 0        | 11       |          |          |         | 12    |

#### LM GTE Pro
| Pos | Équipe                  | Châssis                     | Moteur                | Pilote 1 | Pilote 2 | Pilote 3 | Pilote 4 | Pilote 5 | Penalty | Total |
| --- | ----------------------- | --------------------------- | --------------------- | -------- | -------- | -------- | -------- | -------- | ------- | ----- |
| 1   | AF Corse                | Ferrari 458 Italia GT2      | Ferrari 4.5 L V8      | 14       | (16)     | (16)     | 15       | 0        |         | 61    |
| 2   | JMW Motorsport          | Ferrari 458 Italia GT2      | Ferrari 4.5 L V8      | 15       | (7)      | 0        | (6)      | (18)     |         | 46    |
| 3   | Team Felbermayr-Proton  | Porsche 911 GT3 RSR (997)   | Porsche 4.0 L Flat-6  | 0        | (6)      | (10)     | (13)     | (15)     |         | 44    |
| 4   | Hankook Team Farnbacher | Ferrari 458 Italia GT2      | Ferrari 4.5 L V8      | 11       | (14)     | 0        | (7)      | 0        |         | 32    |
| 5   | IMSA Performance Matmut | Porsche 911 GT3 RSR (997)   | Porsche 4.0 L Flat-6  | 0        | 0        | 8        | (7)      | (12)     |         | 27    |
| 6   | Prospeed Competition    | Porsche 911 GT3 RSR (997)   | Porsche 4.0 L Flat-6  | 0        | 7        | (8)      | (10)     | 0        |         | 25    |
| 7   | Jota                    | Aston Martin V8 Vantage GT2 | Aston Martin 4.5 L V8 | 0        | 8        | 6        | 2        | 8        |         | 24    |

#### LM GTE Am
| Pos | Équipe                  | Châssis                   | Moteur               | Pilote 1 | Pilote 2 | Pilote 3 | Pilote 4 | Pilote 5 | Penalty | Total |
| --- | ----------------------- | ------------------------- | -------------------- | -------- | -------- | -------- | -------- | -------- | ------- | ----- |
| 1   | IMSA Performance Matmut | Porsche 911 GT3 RSR (997) | Porsche 4.0 L Flat-6 | (9)      | (17)     | 15       | (17)     | (17)     |         | 75    |
| 2   | AF Corse                | Ferrari F430 GTC          | Ferrari 4.0 L V8     | (14)     | (14)     | 11       | (9)      | (10)     |         | 58    |
| 3   | Team Felbermayr-Proton  | Porsche 911 GT3 RSR (997) | Porsche 4.0 L Flat-6 | 15       | (9)      | 0        | (8)      | (12)     |         | 44    |
| 4   | CRS Racing              | Ferrari F430 GTC          | Ferrari 4.0 L V8     | 9        | 0        | (9)      | (5)      | 13       |         | 36    |

### Pilotes

#### LMP1
| Pos | Pilote                   | Équipe           | Pilote 1 | Pilote 2 | Pilote 3 | Pilote 4 | Pilote 5 | Total |
| --- | ------------------------ | ---------------- | -------- | -------- | -------- | -------- | -------- | ----- |
| 1=  | Emmanuel Collard         | Pescarolo Team   | 15       | 7        | 6        | 7        | 15       | 50    |
| 1=  | Julien Jousse            | Pescarolo Team   | 15       | 7        | 6        | 7        | 15       | 50    |
| 2=  | Andrea Belicchi          | Rebellion Racing | 13       | 4        | 8        | 9        | 13       | 47    |
| 2=  | Jean-Christophe Boullion | Rebellion Racing | 13       | 4        | 8        | 9        | 13       | 47    |
| 3=  | Neel Jani                | Rebellion Racing | 12       | 6        | 7        | 0        | 12       | 37    |
| 3=  | Nicolas Prost            | Rebellion Racing | 12       | 6        | 7        | 0        | 12       | 37    |
| 4   | Christophe Tinseau       | Pescarolo Team   | 15       | 7        | 6        | 7        | 0        | 35    |
| 5=  | Miguel Amaral            | Quifel ASM Team  | 9        | 0        |          |          |          | 9     |
| 5=  | Olivier Pla              | Quifel ASM Team  | 9        | 0        |          |          |          | 9     |
| 6=  | Ferdinando Geri          | Mik Corse        |          | 2        | 0        |          |          | 2     |
| 6=  | Giacomo Piccini          | Mik Corse        |          | 2        | 0        |          |          | 2     |
| 6=  | Máximo Cortés            | Mik Corse        |          | 2        | 0        |          |          | 2     |

#### LMP2
| Pos | Pilote                  | Équipe                                   | Pilote 1 | Pilote 2 | Pilote 3 | Pilote 4 | Pilote 5 | Total |
| --- | ----------------------- | ---------------------------------------- | -------- | -------- | -------- | -------- | -------- | ----- |
| 1=  | Karim Ojjeh             | Greaves Motorsport                       | 15       | 5        | 15       | 15       | 14       | 64    |
| 1=  | Tom Kimber-Smith        | Greaves Motorsport                       | 15       | 5        | 15       | 15       | 14       | 64    |
| 2   | Olivier Lombard         | Greaves Motorsport                       |          |          | 15       | 15       | 14       | 44    |
| 3=  | Danny Watts             | Strakka Racing                           | 11       | 12       | 7        | 6        | 7        | 43    |
| 3=  | Jonny Kane              | Strakka Racing                           | 11       | 12       | 7        | 6        | 7        | 43    |
| 3=  | Nick Leventis           | Strakka Racing                           | 11       | 12       | 7        | 6        | 7        | 43    |
| 4=  | Jody Firth              | TDS Racing                               | 1        | 15       | 7        | 0        | 15       | 38    |
| 4=  | Mathias Beche           | TDS Racing                               | 1        | 15       | 7        | 0        | 15       | 38    |
| 4=  | Pierre Thiriet          | TDS Racing                               | 1        | 15       | 7        | 0        | 15       | 38    |
| 5   | Dominik Kraihamer       | Boutsen Energy Racing                    | 9        | 13       | 3        | 11       | 0        | 36    |
| 6=  | Michel Frey             | Race Performance                         | 7        | 6        | 0        | 13       | 9        | 35    |
| 6=  | Ralph Meichtry          | Race Performance                         | 7        | 6        | 0        | 13       | 9        | 35    |
| 7=  | Barry Gates             | RLR Msport                               | 8        | 9        | 0        | 8        | 8        | 33    |
| 7=  | Rob Garofall            | RLR Msport                               | 8        | 9        | 0        | 8        | 8        | 33    |
| 8   | Nicolas de Crem         | Boutsen Energy Racing                    | 9        | 13       | 3        |          |          | 25    |
| 9   | Fabien Rosier           | Extrême Limite AM Paris                  | 5        | 4        | 5        |          | 11       | 25    |
| 10= | Luís Pérez Companc      | Pecom Racing                             | 13       | 0        | 9        | 0        | 0        | 22    |
| 10= | Matías Russo            | Pecom Racing                             | 13       | 0        | 9        | 0        | 0        | 22    |
| 10= | Pierre Kaffer           | Pecom Racing                             | 13       | 0        | 9        | 0        | 0        | 22    |
| 11  | Gary Chalandon          | Greaves Motorsport                       | 15       | 5        |          |          |          | 20    |
| 12  | Marc Rostan             | Race Performance                         |          | 6        | 0        | 13       |          | 19    |
| 13  | Thor-Christian Ebbesvik | Race Performance / Boutsen Energy Racing | 7        |          |          | 11       | 0        | 18    |
| 14  | Simon Phillips          | RLR Msport                               | 8        | 9        | 0        |          |          | 17    |
| 15= | Ben Collins             | RML                                      | 6        | 0        | 2        | 9        |          | 17    |
| 15= | Mike Newton             | RML                                      | 6        | 0        | 2        | 9        |          | 17    |
| 15= | Thomas Erdos            | RML                                      | 6        | 0        | 2        | 9        |          | 17    |
| 16  | Warren Hughes           | RLR Msport                               |          |          |          | 8        | 8        | 16    |
| 17  | Maurice Basso           | Extrême Limite AM Paris                  | 5        | 4        | 5        |          |          | 14    |
| 18= | Manuel Mello-Breyner    | Extrême Limite AM Paris                  |          |          |          |          | 11       | 11    |
| 18= | Pedro Mello-Breyner     | Extrême Limite AM Paris                  |          |          |          |          | 11       | 11    |
| 19  | Jonathan Hirschi        | Race Performance                         |          |          |          |          | 9        | 9     |
| 20  | Jean-Marc Luco          | Extrême Limite AM Paris                  | 5        | 4        |          |          |          | 9     |

#### FLM
| Pos | Pilote            | Équipe                 | Pilote 1 | Pilote 2 | Pilote 3 | Pilote 4 | Pilote 5 | Total |
| --- | ----------------- | ---------------------- | -------- | -------- | -------- | -------- | -------- | ----- |
| 1=  | Julien Schell     | Pegasus Racing         | 15       | 15       | 13       | 15       | 15       | 73    |
| 1=  | Mirco Schultis    | Pegasus Racing         | 15       | 15       | 13       | 15       | 15       | 73    |
| 1=  | Patrick Simon     | Pegasus Racing         | 15       | 15       | 13       | 15       | 15       | 73    |
| 2   | John Hartshorne   | Neil Garner Motorsport | 11       | 12       |          | 10       | 12       | 45    |
| 3=  | Christian Zugel   | Genoa Racing           | 13       | 13       | 9        |          |          | 35    |
| 3=  | Elton Julian      | Genoa Racing           | 13       | 13       | 9        |          |          | 35    |
| 3=  | Jens Petersen     | Genoa Racing           | 13       | 13       | 9        |          |          | 35    |
| 4=  | Phil Keen         | Neil Garner Motorsport | 11       | 12       |          | 10       |          | 33    |
| 4=  | Steve Keating     | Neil Garner Motorsport | 11       | 12       |          | 10       |          | 33    |
| 5   | Nicolas Marroc    | Hope Polevision Racing | 1        | 0        |          |          |          | 30    |
| 5   | Nicolas Marroc    | JMB Racing             |          |          | 16       |          | 13       | 30    |
| 6=  | Chapman Ducote    | JMB Racing             |          |          | 16       | 11       |          | 27    |
| 6=  | Kyle Marcelli     | JMB Racing             |          |          | 16       | 11       |          | 27    |
| 7   | Luca Moro         | Hope Polevision Racing | 1        | 0        | 11       |          |          | 23    |
| 7   | Luca Moro         | JMB Racing             |          |          |          | 11       |          | 23    |
| 8   | Tor Graves        | Hope Polevision Racing |          |          | 11       |          |          | 23    |
| 8   | Tor Graves        | Neil Garner Motorsport |          |          |          |          | 12       | 23    |
| 9   | Jean-Marc Menahem | JMB Racing             | 9        | 9        |          |          |          | 18    |
| 10= | Aldous Mitchell   | Genoa Racing           |          |          |          | 13       |          | 13    |
| 10= | Bassam Kronfli    | Genoa Racing           |          |          |          | 13       |          | 13    |
| 10= | Jordan Grogor     | Genoa Racing           |          |          |          | 13       |          | 13    |
| 11  | Peter Kutemann    | JMB Racing             |          |          |          |          | 13       | 13    |
| 12  | Zhang Shan Qi     | Hope Polevision Racing | 1        | 0        | 11       |          |          | 12    |
| 13  | Alex Kapadia      | Neil Garner Motorsport |          |          |          |          | 12       | 12    |
| 14= | Manuel Rodrigues  | JMB Racing             | 9        | 0        |          |          |          | 9     |
| 14= | Nicolas Misslin   | JMB Racing             | 9        |          |          |          |          | 9     |
| 15  | Olivier Lombard   | JMB Racing             |          | 9        |          |          |          | 9     |

#### LM GTE Pro
| Pos | Pilote               | Équipe                  | Pilote 1 | Pilote 2 | Pilote 3 | Pilote 4 | Pilote 5 | Total |
| --- | -------------------- | ----------------------- | -------- | -------- | -------- | -------- | -------- | ----- |
| 1=  | Giancarlo Fisichella | AF Corse                | 14       | (16)     | (15)     | 15       | 0        | 60    |
| 1=  | Gianmaria Bruni      | AF Corse                | 14       | (16)     | (15)     | 15       | 0        | 60    |
| 2=  | James Walker         | JMW Motorsport          | 15       | (7)      | 0        | (6)      | (18)     | 46    |
| 2=  | Rob Bell             | JMW Motorsport          | 15       | (7)      | 0        | (6)      | (18)     | 46    |
| 3=  | Marc Lieb            | Team Felbermayr-Proton  | 0        | (6)      | (10)     | (13)     | (15)     | 44    |
| 3=  | Richard Lietz        | Team Felbermayr-Proton  | 0        | (6)      | (10)     | (13)     | (15)     | 44    |
| 4=  | Jaime Melo           | AF Corse                | 9        | 0        | (16)     | 1        | (11)     | 37    |
| 4=  | Toni Vilander        | AF Corse                | 9        | 0        | (16)     | 1        | (11)     | 37    |
| 5=  | Allan Simonsen       | Hankook Team Farnbacher | 11       | (14)     | 0        | (7)      | 0        | 32    |
| 5=  | Dominik Farnbacher   | Hankook Team Farnbacher | 11       | (14)     | 0        | (7)      | 0        | 32    |
| 6=  | Patrick Pilet        | IMSA Performance Matmut | 0        | 0        | 8        | (7)      | (12)     | 27    |
| 6=  | Wolf Henzler         | IMSA Performance Matmut | 0        | 0        | 8        | (7)      | (12)     | 27    |
| 7=  | Marc Goossens        | ProSpeed Competition    | 0        | 7        | (8)      | (10)     | 0        | 25    |
| 7=  | Marco Holzer         | ProSpeed Competition    | 0        | 7        | (8)      | (10)     | 0        | 25    |
| 8=  | Sam Hancock          | Jota Sport AMR          | 0        | 8        | 6        | 2        | 8        | 24    |
| 8=  | Simon Dolan          | Jota Sport AMR          | 0        | 8        | 6        | 2        | 8        | 24    |
| 9   | Chris Buncombe       | Jota Sport AMR          |          |          |          | 2        |          | 2     |

#### LM GTE Am
| Pos | Pilote                 | Équipe                  | Pilote 1 | Pilote 2 | Pilote 3 | Pilote 4 | Pilote 5 | Total |
| --- | ---------------------- | ----------------------- | -------- | -------- | -------- | -------- | -------- | ----- |
| 1=  | Nicolas Armindo        | IMSA Performance Matmut | (9)      | (17)     | 15       | (17)     | (17)     | 75    |
| 1=  | Raymond Narac          | IMSA Performance Matmut | (9)      | (17)     | 15       | (17)     | (17)     | 75    |
| 2=  | Marco Cioci            | AF Corse                | (14)     | (14)     | 11       | (9)      | (10)     | 58    |
| 2=  | Piergiuseppe Perazzini | AF Corse                | (14)     | (14)     | 11       | (9)      | (10)     | 58    |
| 2=  | Stéphane Lémeret       | AF Corse                | (14)     | (14)     | 11       | (9)      | (10)     | 58    |
| 3   | Horst Felbermayr, Jr.  | Team Felbermayr-Proton  | 15       | (9)      | 0        | (8)      | (12)     | 44    |
| 4=  | Adam Christodoulou     | CRS Racing              | 9        | 0        | (9)      | (5)      | 13       | 36    |
| 4=  | Phil Quaife            | CRS Racing              | 9        | 0        | (9)      | (5)      | 13       | 36    |
| 5   | Christian Ried         | Team Felbermayr-Proton  | 15       |          | 0        | (8)      | (12)     | 35    |
| 6   | Klaas Hummel           | CRS Racing              | 9        | 0        | 0        |          | 0        | 9     |
| 7   | Bryce Miller           | Team Felbermayr-Proton  |          | (9)      |          |          |          | 9     |
| 8   | Horst Felbermayr, Sr.  | Team Felbermayr-Proton  | 0        |          |          |          |          | 0     |

### Constructeurs

#### LM P1
| Pos | Constructeur   | Pilote 1 | Pilote 2 | Pilote 3 | Pilote 4 | Pilote 5 | Total |
| --- | -------------- | -------- | -------- | -------- | -------- | -------- | ----- |
| 1   | Lola-Toyota    | 25       | 10       | 15       | 9        | 25       | 84    |
| 2   | Pescarolo-Judd | 15       | 7        | 6        | 7        | 15       | 50    |
| 3   | Zytek          | 9        | 2        | 0        |          |          | 11    |
| –   | Aston Martin   | 0        | 0        |          |          |          | 0     |

#### LM P2
| Pos | Constructeur | Pilote 1 | Pilote 2 | Pilote 3 | Pilote 4 | Pilote 5 | Total |
| --- | ------------ | -------- | -------- | -------- | -------- | -------- | ----- |
| 1   | ORECA-Nissan | 10       | 28       | 10       | 11       | 15       | 74    |
| 2   | Zytek-Nissan | 15       | 5        | 15       | 15       | 14       | 64    |
| 3   | HPD          | 17       | 12       | 9        | 15       | 7        | 60    |
| 4   | ORECA-Judd   | 7        | 6        | 0        | 13       | 9        | 35    |
| 5   | MG Lola-Judd | 8        | 9        |          | 8        | 8        | 33    |
| 6   | Norma-Judd   | 5        | 4        | 5        |          | 11       | 25    |
| 7   | Lola-Judd    | 13       |          | 9        | 0        | 0        | 22    |

#### LM GTE
| Pos | Constructeur | Pilote 1 | Pilote 2 | Pilote 3 | Pilote 4 | Pilote 5 | Total |
| --- | ------------ | -------- | -------- | -------- | -------- | -------- | ----- |
| 1   | Ferrari      | 29       | 30       | 31       | 16       | 29       | 135   |
| 2   | Porsche      | 15       | 11       | 18       | 23       | 27       | 94    |
| 3   | Aston Martin | 0        | 8        | 3        | 1        | 7        | 19    |